# میکائل پیتروس
میکائل پیتروس (انگلیسی: Mickaël Piétrus؛ زادهٔ ۷ فوریهٔ ۱۹۸۲) بازیکن بسکتبال اهل فرانسه است.
از باشگاه‌هایی که در آن بازی کرده‌است می‌توان به تورنتو رپترز، اورلندو مجیک، گلدن استیت واریرز، بوستون سلتیکس، فینیکس سانز، و الان بیرنایس اشاره کرد.
وی در مسابقات کشوری و بین‌المللی در مجموع برندهٔ ۱ مدال طلا، ۲ مدال برنز شده‌است.